# Église Sainte-Marie-Madeleine de Pavlovsk
L'église Sainte-Marie-Madeleine (це́рковь Свято́й Мари́и Магдали́ны) est une église orthodoxe située en Russie à Pavlovsk à côté du palais de Pavlovsk. Elle est de style néoclassique et a été construite par Giacomo Quarenghi de 1781 à  1784.

## Historique

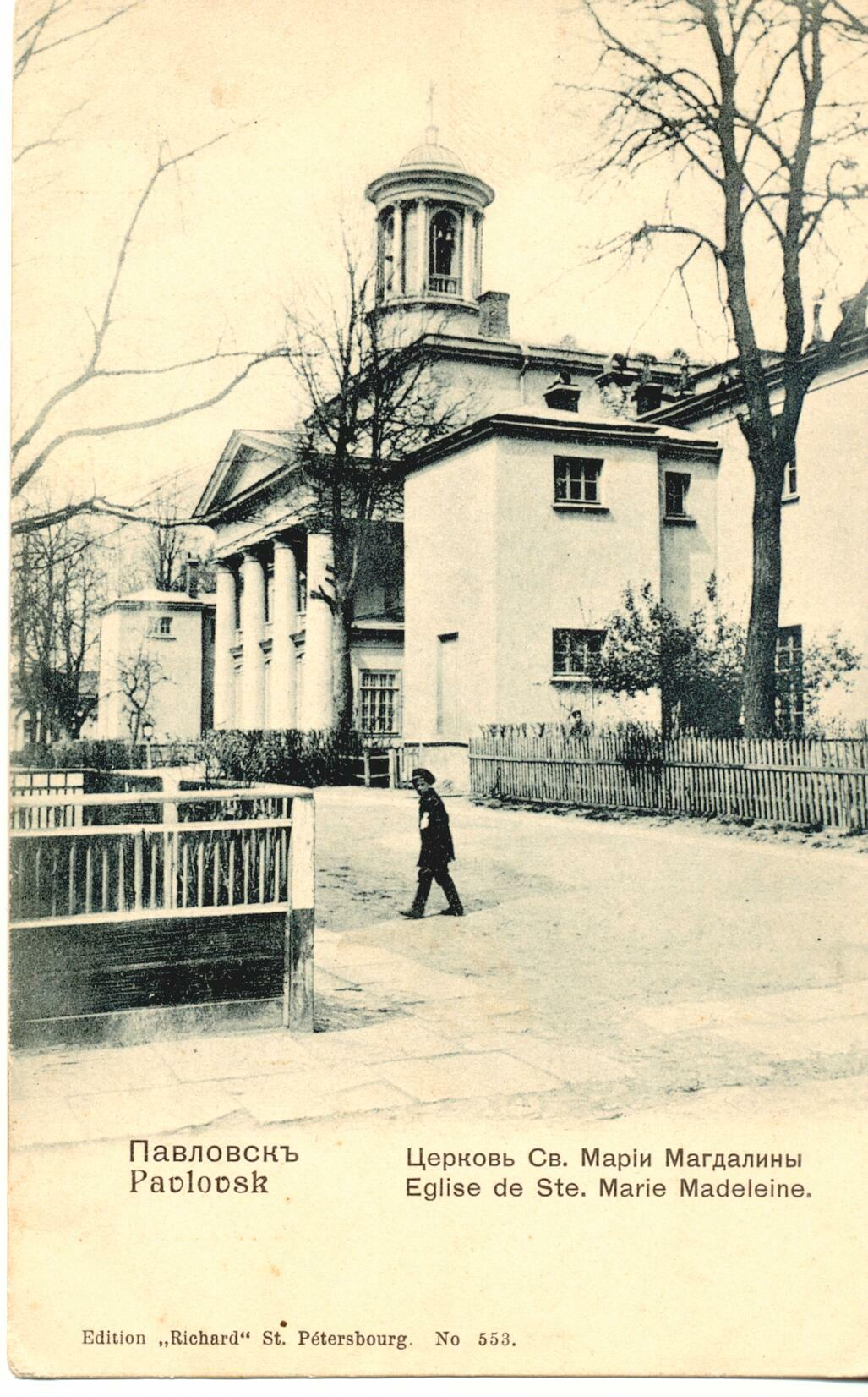
Vue de l'église dans les années 1900.

La première pierre a été bénie en mai 1781 en présence du tzarévitch Paul de Russie et de sa famille. La construction est financée sur les fonds de son épouse, Marie Fiodorovna.
Elle est achevée le 12 (23) septembre 1781, mais elle n'est consacrée par le métropolite Gabriel que le 6 (17) septembre 1784 sous le vocable de sainte Marie-Madeleine. 
L'église servait d'église d'été pour la famille impériale. C'est ici qu'eurent lieu les funérailles du prince Kourakine en 1818 qui y est enterré. En 1861, Alexandre II l'inscrit à l'apanage impérial, mais elle recevait des fonds de la ville.
Elle est fermée par les autorités communistes le 10 juin 1932. On y ouvre des ateliers de l'usine Spartak, jusqu'à la Seconde Guerre mondiale, puis pendant l'occupation allemande des ateliers mécaniques y fonctionnent. Après la guerre, l'usine Totchmekh s'y installe et jusqu'en 1966 l'usine Metallo-Igrouchka, ce qui fait souffrir la structure de l'édifice à cause des vibrations mécaniques.
Ensuite l'édifice est placé sous la protection de l'État et le 20 mars 1995, inscrit à la liste du patrimoine architectural au niveau fédéral. L'église est rendue au culte cette même année comme filiale de la cathédrale Saint-Nicolas de Pavlovsk. Cependant elle reste fermée à cause du mauvais état de l'édifice.
Les travaux de restauration débutent en 1998. Elle est consacrée le 11 avril 1999. Les travaux sont terminés en l'an 2000. Un vitrail est installé à la fenêtre surplombant le maître-autel. L'iconostase actuelle date de 2002.

## Cénotaphes
On remarque trois cénotaphes à l'intérieur de l'église:
- Celui du prince Alexandre Kourakine (1752-1818). Il se présente sous la forme d'une pyramide avec un médaillon comprenant un bas-relief représentant le défunt : dans la partie inférieure du piédestal? les armes de bronze du prince surplombent l'inscription gravée à la demande de l'impératrice Marie: À l'ami de mon époux. Il se trouve à droite de l'entrée.
- Celui du comte Nikita Panine (grand-oncle du prince Kourakine), gouverneur de Paul Ier de Russie. Il se présente sous la forme d'une pyramide de marbre appliquée au mur avec un bas-relief et une inscription: Comte Nikita Ivanovitch Panine, né en 1718 le 15e jour d'octobre et mort en 1783 le 31e jour de mars. Il se trouve à gauche de l'entrée.
- Celui du gouverneur d'Alexandre Ier de Russie, Nikolaï Zagriajski. Il se présente sous la forme d'un petit mausolée de marbre blanc orné d'un bas-relief représentant une femme en pleurs. On peut lire la mention suivante: Ci-gît la dépouille du Kammerherr de S.M.I. le chevalier de l'ordre de Saint-Alexandre Nevski et de l'ordre de Sainte-Anne, Nikolaï Alexandrovitch Zagriajski, né le 2 avril 1746 et mort le 25 juin 1821. Ce monument mortel à la mémoire impérissable de mansuétude et de charité, dans la douleur de la séparation d'ici-bas et l'espérance des retrouvailles éternelles, d'un cœur reconnaissant et d'une âme pleine de révérence, a été érigé par la comtesse M. Kotchoubeï. Ce cénotaphe se trouve à côté du précédent. L'auteur en est le sculpteur Ivan Martos. Au printemps 1955, ce cénotaphe (sans son fondement) a été présenté à l'exposition Les œuvres décoratives du palais de Pavlovsk.

## Source
- (ru) Cet article est partiellement ou en totalité issu de l’article de Wikipédia en russe intitulé « Церковь Марии Магдалины (Павловск) » (voir la liste des auteurs).